# Grand Prix Argentyny 1953
Grand Prix Argentyny 1953 (oryg. Gran Premio de la Republica Argentina) – pierwsza runda Mistrzostw Świata Formuły 1 w sezonie 1953, która odbyła się 18 stycznia 1953 po raz pierwszy na torze Autódromo 17 de Octubre.
Pierwsze Grand Prix Argentyny, pierwsze zaliczane do Mistrzostw Świata Formuły 1.

## Wyniki

### Kwalifikacje
Źródło: statsf1.com
| P  | Nr | Kierowca              | Konstruktor(-silnik) | Opony | Czas   | Odstęp | Strata |
| -- | -- | --------------------- | -------------------- | ----- | ------ | ------ | ------ |
| 1  | 10 | Alberto Ascari        | Ferrari              | P     | 1:55,4 | –      | –      |
| 2  | 2  | Juan Manuel Fangio    | Maserati             | P     | 1:56,1 | +0,7   | +0,7   |
| 3  | 14 | Luigi Villoresi       | Ferrari              | P     | 1:56,5 | +0,4   | +1,1   |
| 4  | 12 | Giuseppe Farina       | Ferrari              | P     | 1:57,1 | +0,6   | +1,7   |
| 5  | 4  | José Froilán González | Maserati             | P     | 1:58,5 | +1,4   | +3,1   |
| 6  | 16 | Mike Hawthorn         | Ferrari              | P     | 1:59,4 | +0,9   | +4,0   |
| 7  | 28 | Maurice Trintignant   | Gordini              | E     | 2:00,4 | +1,0   | +5,0   |
| 8  | 26 | Robert Manzon         | Gordini              | E     | 2:00,9 | +0,5   | +5,5   |
| 9  | 8  | Oscar Alfredo Gálvez  | Maserati             | P     | 2:01,3 | +0,4   | +5,9   |
| 10 | 32 | Carlos Menditeguy     | Gordini              | E     | 2:01,8 | +0,5   | +6,4   |
| 11 | 30 | Jean Behra            | Gordini              | E     | 2:02,6 | +0,8   | +7,2   |
| 12 | 20 | Alan Brown            | Cooper-Bristol       | D     | 2:03,2 | +0,6   | +7,8   |
| 13 | 24 | Adolfo Schwelm-Cruz   | Cooper-Bristol       | D     | 2:03,7 | +0,5   | +8,3   |
| 14 | 34 | Pablo Birger          | Simca-Gordini        | E     | 2:03,8 | +0,1   | +8,4   |
| 15 | 6  | Felice Bonetto        | Maserati             | P     | 2:04,2 | +0,4   | +8,8   |
| 16 | 22 | John Barber           | Cooper-Bristol       | D     | 2:06,8 | +2,6   | +11,4  |
| P  | Nr | Kierowca              | Konstruktor(-silnik) | Opony | Czas   | Odstęp | Strata |

### Wyścig
Źródła: statsf1.com
| P                 | + / –     | Nr | Kierowca                         | Konstruktor    | Opony | Okr.  | Czas / Strata | Komentarz       |
| ----------------- | --------- | -- | -------------------------------- | -------------- | ----- | ----- | ------------- | --------------- |
| 1                 | Bez zmian | 10 | Alberto Ascari                   | Ferrari        | P     | 97    | 3h01m04,6     |                 |
| 2                 | 1         | 14 | Luigi Villoresi                  | Ferrari        | P     | 96    | +1 okr.       |                 |
| 3                 | 2         | 4  | José Froilán González            | Maserati       | P     | 96    | +1 okr.       |                 |
| 4                 | 2         | 16 | Mike Hawthorn                    | Ferrari        | P     | 96    | +1 okr.       |                 |
| 5                 | 4         | 8  | Oscar Alfredo Gálvez             | Maserati       | P     | 96    | +1 okr.       |                 |
| 6                 | 5         | 30 | Jean Behra                       | Gordini        | E     | 94    | +3 okr.       |                 |
| 7                 | Bez zmian | 28 | Maurice Trintignant Harry Schell | Gordini        | E     | 50 41 | +6 okr.       |                 |
| 8                 | 8         | 22 | John Barber                      | Cooper-Bristol | D     | 90    | +7 okr.       |                 |
| 9                 | 3         | 20 | Alan Brown                       | Cooper-Bristol | D     | 87    | +10 okr.      |                 |
| Niesklasyfikowani |           |    |                                  |                |       |       |               |                 |
|                   |           | 26 | Robert Manzon                    | Gordini        | E     | 67    | +30 okr.      | koło            |
|                   |           | 2  | Juan Manuel Fangio               | Maserati       | P     | 36    | +61 okr.      | przekładnia     |
|                   |           | 6  | Felice Bonetto                   | Maserati       | P     | 32    | +65 okr.      | przekładnia     |
|                   |           | 12 | Giuseppe Farina                  | Ferrari        | P     | 31    | +66 okr.      | wypadek         |
|                   |           | 32 | Carlos Menditeguy                | Gordini        | E     | 24    | +73 okr.      | skrzynia biegów |
|                   |           | 34 | Pablo Birger                     | Simca-Gordini  | E     | 21    | +76 okr.      | dyferencjał     |
|                   |           | 24 | Adolfo Schwelm-Cruz              | Cooper-Bristol | D     | 20    | +77 okr.      | koło            |
| P                 | + / –     | Nr | Kierowca                         | Konstruktor    | Opony | Okr.  | Czas / Strata | Komentarz       |

### Najszybsze okrążenie
Źródło: statsf1.com
| Nr | Kierowca       | Konstruktor | Czas   | Okr. |
| -- | -------------- | ----------- | ------ | ---- |
| 10 | Alberto Ascari | Ferrari     | 1:48,4 | 73   |

### Prowadzenie w wyścigu
Źródło: statsf1.com
| Nr                              | Kierowca       | Konstruktor | Okrążenia | Suma |
| ------------------------------- | -------------- | ----------- | --------- | ---- |
| 10                              | Alberto Ascari | Ferrari     | 1-97      | 97   |
| \| Wykres \| \| ------ \| \| \| |                |             |           |      |
| Wykres                          |                |             |           |      |
|                                 |                |             |           |      |

## Klasyfikacja po wyścigu
Pierwsza piątka otrzymywała punkty według klucza 8-6-4-3-2, 1 punkt przyznawany był dla kierowcy, który wykonał najszybsze okrążenie w wyścigu. Klasyfikacja konstruktorów została wprowadzona w 1958 roku. Liczone było tylko 4 najlepsze wyścigi danego kierowcy.
Uwzględniono tylko kierowców, którzy zdobyli jakiekolwiek punkty
| P | +/− | Kierowca              | Starty | Punkty | P1 | P2 | P3 | PP | NO | NS |
| - | --- | --------------------- | ------ | ------ | -- | -- | -- | -- | -- | -- |
| 1 | N   | Alberto Ascari        | 1      | 9      | 1  | –  | –  | 1  | 1  | –  |
| 2 | N   | Luigi Villoresi       | 1      | 6      | –  | 1  | –  | –  | –  | –  |
| 3 | N   | José Froilán González | 1      | 4      | –  | –  | 1  | –  | –  | –  |
| 4 | N   | Mike Hawthorn         | 1      | 3      | –  | –  | –  | –  | –  | –  |
| 5 | N   | Oscar Alfredo Gálvez  | 1      | 2      | –  | –  | –  | –  | –  | –  |
| P | +/− | Kierowca              | Starty | Punkty | P1 | P2 | P3 | PP | NO | NS |